# Hippopsicon macrophthalmum
Hippopsicon macrophthalmum là một loài bọ cánh cứng trong họ Cerambycidae.